# Apostolepis multicincta
Apostolepis multicincta este o specie de șerpi din genul Apostolepis, familia Colubridae, descrisă de Harvey 1999. A fost clasificată de IUCN ca specie cu risc scăzut. Conform Catalogue of Life specia Apostolepis multicincta nu are subspecii cunoscute.